# Caffè Giamaica Blue Mountain

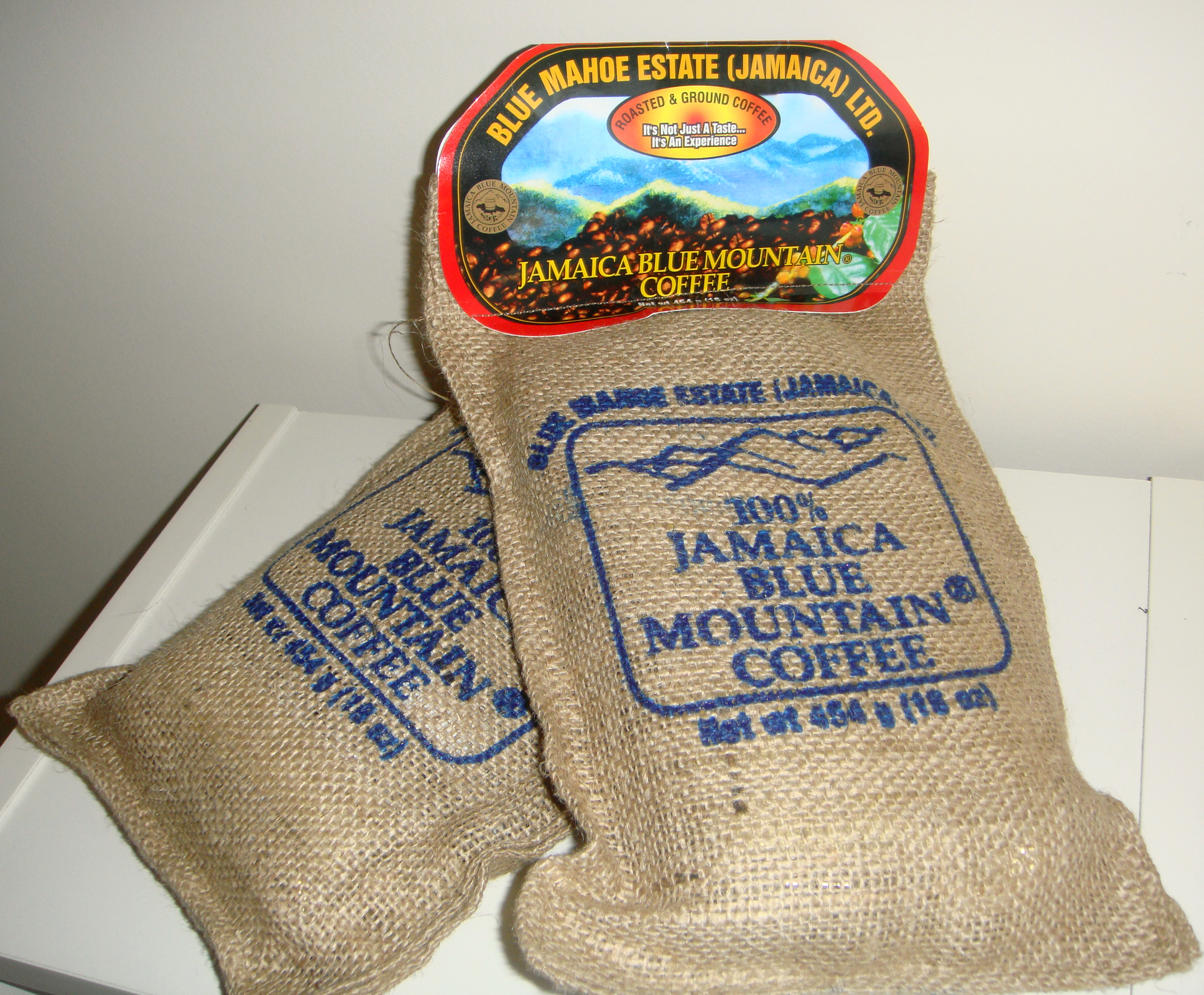
Due sacchetti di Caffè Giamaica Blue Mountain

Il Caffè Giamaica Blue Mountain è una classificazione di coffea cresciuto nelle Blue Mountains (Montagne Blu) della Giamaica.
Il caffè fu introdotto nello stato nel 1728.
I migliori lotti di caffè Blue Mountain sono noti per il loro sapore delicato e la mancanza di amarezza.
Negli ultimi decenni, questo caffè ha sviluppato una reputazione che lo ha reso uno dei caffè più costosi e ricercati al mondo. Oltre l'80% di tutto il caffè Giamaica Blue Mountain viene esportato in Giappone.
I chicchi di caffè vengono anche usati per la base del liquore al caffè Tia Maria.